# Gibro
Gibro (em latim: Gibrus) foi um oficial bizantino do século VI, ativo durante o reinado do imperador Justiniano (r. 527–565). Em 556, comandou um destacamento de lombardos e hérulos em Fásis durante o cerco conduzido pelo general sassânida Nacoragano. Seu nome é germânico e ele deve ter sido lombardo ou hérulo.